# Eric Oelschlägel
Eric Oelschlägel (Hoyerswerda, 20 de setembro de 1995) é um futebolista profissional alemão que atua como goleiro. Atualmente joga no St. Pauli.

## Carreira
Eric Oelschlägel começou a carreira no Werder Bremen.

## Títulos
Borussia Dortmund
- Supercopa da Alemanha: 2019